# Хуррамдиёр
Хуррамдиёр (до 2024 года — 20-летия Независимости Республики Таджикистан, тадж. 20-солагии Истиқлолияти Ҷумҳурии Тоҷикистон) — посёлок городского типа в Хатлонской области Таджикистана, входит в район Дусти.
Первоначально носил название Гаравути (тадж. Ғаравутӣ). Статус посёлка городского типа с 1967 года. В 2012 году переименован в посёлок 20-летия Независимости Республики Таджикистан.

## Население
| 1970 | 1979 | 1989 | 2013 | 2019 | 2020 | 2021 | 2022 |
| ---- | ---- | ---- | ---- | ---- | ---- | ---- | ---- |
| 9497 | 3787 | 5256 | 5100 | 7000 | 7100 | 5600 | 6000 |